# Gustav Wagner
Gustav Franz Wagner (Viena, 18 de julho de 1911 — São Paulo, 3 de outubro de 1980) foi um oficial austríaco da SS nazista. Gustav se tornou notório pelos crimes que cometeu enquanto servia como segundo em comando do campo de concentração de Sobibór e diversas ações durante a Operação Reinhardt, onde mais de 200 mil pessoas foram mortas. Era chamado de "a besta" pelos sobreviventes do Holocausto com quem teve contato e ficou conhecido entre os prisioneiros judeus pelo seu sadismo.

## Biografia
Wagner nasceu em julho de 1911, na cidade de Viena, capital do Império Austro-Húngaro. Ele se juntou ao Partido Nazista em 1931 como membro número 443 217. Após ser preso por agitação politica, ele fugiu para a Alemanha, onde se alistou na Sturmabteilung (SA) e depois na Schutzstaffel (SS) no final dos anos 30.
Em 1940, trabalhou no programa de eutanásia Aktion T4, em Hartheim, desempenhando funções administrativas. Por seu trabalho, acabou sendo transferido para o campo de concentração de Sobibor, em março de 1942. Logo ascendeu ao posto de subcomandante, sob a liderança do capitão Franz Stangl.
Gustav cuidava da burocracia do processo de seleção da chegada dos prisioneiros ao campo de Sobibor, selecionando aqueles que seriam enviados para trabalho forçado e os que seriam enviados para as câmaras de gás. Mais do que qualquer outro oficial em Sobibor, Wagner interagia diretamente com os prisioneiros. Ele supervisionava o dia a dia e a rotina dos aprisionados e logo ganhou reconhecimento como um dos oficiais mais brutais da SS local. Sobreviventes do campo o descreviam como um sádico de sangue frio. Moshe Bahir, um dos prisioneiros que sobreviveu a guerra, descreveu Gustav Wagner como uma "besta selvagem" e com uma sede para matar, não fazendo distinção entre homens, mulheres e crianças. Erich Bauer, um oficial alemão da SS, disse que ouviu, numa conversa entre Karl Frenzel, Franz Stangl e Gustav Wagner, que o total de prisioneiros judeus mortos nas câmaras de gás em Sobibor tinha sido de 350 mil. Segundo Bauer, os três expressaram pesar com o fato de que o total de pessoas assassinadas em Sobibor havia sido menor do que em Bełżec e Treblinka. Durante o fechamento de Sobibor, em outubro de 1943, Gustav supervisionou a destruição do campo feita por um grupo de prisioneiros. Uma vez que o trabalho foi completado, Gustav matou todos os trabalhadores remanescentes.
Segundo Heinrich Himmler, Gustav Wagner foi um dos melhores oficiais a serviço da Operação Reinhardt. Em 1944 foi transferido para a Itália, onde tomou supervisionou o transporte de milhares de judeus locais para campos de concentração.
Em 1945, com a queda do Terceiro Reich, Gustav se tornou um fugitivo procurado, junto com outros oficiais nazistas. Foi julgado em absentia, sendo condenado a morte por crimes contra a humanidade. Contudo, ele acabou evadindo as autoridades e fugiu, junto com Franz Stangl, para o Brasil. Gustav conseguiu escapar graças ao Collegio Teutonico di Santa Maria dell'Anima, um grupo de clérigos conectados com o Vaticano que ajudavam nazistas fugitivos a emigrar para fora da Europa (Ratlines). Gustav recebeu um visto de permanência e um passaporte, sob o nome de "Günther Mendel", pelo governo brasileiro. Ele viveu por anos sem ser incomodado até ser exposto por Simon Wiesenthal, um caçador de nazistas e sobrevivente do Holocausto com o auxílio do jornalista brasileiro Mário Chimanovitch. As autoridades brasileiras prenderam ele em 30 de maio de 1978 e sua identidade foi verificada por um outro sobrevivente do Holocausto Stanislaw Szmajner onde o mesmo residia em Goiana até o fim de sua vida. Os governos de Israel, Áustria, Polônia e Alemanha Ocidental exigiram a extradição de Wagner, mas o procurador-geral brasileiro, Henrique Fonseca de Araújo, acatou apenas o pedido alemão com condições. Henrique Fonseca é pai do antigo ministro de relações exteriores do Brasil, o ex-chanceler Ernesto Araújo. Em junho de 1979, o Supremo Tribunal Federal rejeitou os pedidos de extradição por maioria, existindo votos favoráveis à extradição de Wagner para a Alemanha pelos ministros Xavier de Albuquerque e Cordeiro Guerra.
Em 1979, em uma entrevista para a BBC, Gustav Wagner expressou nenhum remorso por seus crimes, afirmando que trabalhar nos campos de concentração era "apenas mais um trabalho".
Em 3 de outubro de 1980, Gustav Wagner foi encontrado morto com uma faca cravada no peito em São Paulo. De acordo com seu advogado, Wagner cometeu suicídio. Alguns, contudo, acreditam que ele foi assassinado. Muitos pensaram que foi o próprio Stanislaw Szmajner, mas o mesmo estava em Goiás junto com a esposa sem sair da cidade. De acordo com Argemiro Godoi que foi a ultima pessoa que o encontrou vivo, Wagner estava completamente paranoico com uma faca na mão com impressão que os judeus estavam chegando no seu sitio e foi encontrado morto sozinho no banheiro por Argemiro e sua esposa onde havia furos causado pela mesma faca que Wagner estava usando. Comprovando que a morte de Gustav Franz Wagner foi por suicídio.